# 민개
민개(閔開, 1360 - 1396)는 고려 말 조선 초의 문신이자 민제의 동생이다. 본관은 여흥(驪興)이다. 총명하고 강개한 뜻을 지녔다. 고려 말기 문과에 급제하여 여러 언관직을 지냈다. 1390년 밀직부사, 참찬관, 지신사 등을 역임하고, 1391년 대사헌이 되었다. 역성혁명에 반대하여 1392년 7월 조준(趙浚), 정도전(鄭道傳) 등이 이성계를 왕으로 추대할 때 극력 반대하였다. 이때 살해될 뻔하였으나, 조준이 무사들을 말린 덕에 죽음을 면하였다. 그 뒤 경상도관찰출척사(觀察黜陟使)로 특별추천된 뒤 한성부판윤, 대사헌 등을 지냈다. 1396년 12월 3일 졸하였다.